# Fragolina Dolcecuore (serie animata)
Fragolina Dolcecuore (Strawberry Shortcake) è una serie animata televisiva, prodotta dalla DiC Entertainment nel 2003 per rilanciare l'omonimo personaggio nato nel 1977. Sono state trasmesse quattro stagioni per un totale di 44 episodi, un cortometraggio di cinque minuti ed un film. In Italia è andata in onda su Italia 1 dal 30 settembre 2006.
Successivamente nel 2009 è stato prodotto un seguito in computer grafica intitolato Strawberry Shortcake's Berry Bitty Adventures prodotto da MoonScoop e American Greetings composta da tre stagioni.
In Italia è stata trasmessa con lo stesso titolo della serie precedente, ovvero Fragolina Dolcecuore, su DeA Kids nell'ottobre 2010 la prima stagione. L'anno dopo, dal 7 maggio 2012, è andata in onda la seconda stagione sempre su DeA Kids. Dal 4 febbraio 2013 sono andate in onda in chiaro su Cartoonito. La sigla è scritta da Andrea Amati e Fabio Vaccaro.

## Trama

### Prima serie
A Fragolandia c'è una bambina che si chiama Fragolina Dolcecuore. Il suo sogno più grande è quello di stringere sempre nuove amicizie poiché, per lei, non esiste tesoro più grande. Questo suo sentimento la porterà a girare il mondo e a farsi un sacco di amici. Le amiche del cuore di Fragolina sono Pandolce, Zenzerella e Arancina, ma col progredire della storia il numero aumenterà sempre più, sebbene molti di questi personaggi facciano poche apparizioni.

### Seconda serie
Rispetto a quella precedente, incentrata sulle nuove amicizie, in questa serie si è optato sulla convivenza della comunità di Berry Bitty City. Fragolina Dolcecuore insieme alle sue amiche Arancina, Meringa di Limone, Torta di Lamponi, Focaccina al Mirtillo e Budino alla Crema fanno fronte ai loro impegni giornalieri aiutando chi si trova in difficoltà.

## Doppiaggio

### Prima serie
| Personaggio (Nome originale)                | Doppiatore originale | Doppiatore italiano |
| ------------------------------------------- | -------------------- | ------------------- |
| Fragolina Dolcecuore (Strawberry Shortcake) | Sarah Heinke         | Letizia Ciampa      |
| Pandolce (Angel Cake)                       | Rachel Ware          | Valentina Mari      |
| Zenzerella (Ginger Snap)                    | Samantha Triba       | Eleonora Reti       |
| Arancina (Orange Blossom)                   | DeJare Barfield      | Laura Lenghi        |
| Lino Mirtillo (Huckleberry Pie)             | Daniel Canfield      | Alessio Puccio      |
| Pasticcina (Custard)                        | Sarah Koslosky       | Barbara De Bortoli  |
| Biscotto (Pupcake)                          | Nils Haaland         | Paolo Vivio         |
| Miele (Honey Pie Pony)                      | Hannah Koslosky      | Maura Cenciarelli   |
| Melina (Apple Dumpling)                     | Katie Labosky        | Francesca Manicone  |
| Fior di Menta (Peppermint Fizz)             |                      | Gemma Donati        |
| Camacola (Cola Chameleon)                   |                      | Alessandro Vanni    |
| Gracchio (Raven)                            |                      | Massimo Corizza     |
| Liquirizio (Licorice Whip)                  |                      | Pino Ammendola      |
| Sorbetto (Rainbow Sherbet)                  |                      | Antonella Baldini   |
| Delizia (Seaberry Delight)                  |                      | Letizia Scifoni     |
| Calipso (Coco Calypso)                      |                      | Valeria Vidali      |
| Focaccina (Blueberry Muffin)                |                      | Elena Liberati      |
| Golosetta Sfavillante (Berry Fairy)         |                      | Veronica Puccio     |

### Seconda serie
| Personaggio (Nome originale)                | Doppiatore originale | Doppiatore italiano |
| ------------------------------------------- | -------------------- | ------------------- |
| Fragolina Dolcecuore (Strawberry Shortcake) | Anna Cummer          | Letizia Ciampa      |
| Arancina (Orange Blossom)                   | Janyse Jaud          | Laura Lenghi        |
| Focaccina al Mirtillo (Blueberry Muffin)    | Britt McKillip       | Elena Liberati      |
| Meringa di Limone (Lemon Meringue)          | Andrea Libman        | Ludovica Bebi       |
| Torta di Lamponi (Raspberry Torte)          | Ingrid Nilson        | Eleonora Reti       |
| Budino alla crema (Plum Pudding)            | Ashleigh Ball        | Valentina Mari      |
| Ciliegina (Cherry Jam)                      | Shannon Chan-Kent    | Germana Savo        |
| Longface                                    | Paul Dobson          | Mario Bombardieri   |
| Principessa Berrykin                        | Andrea Libman        | Beatrice Margiotti  |
| Berrykin Bloom                              | Paul Dobson          | Antonio Angrisano   |

## Lista episodi

### Prima serie

#### Prima stagione (2003)
Questa stagione è stata suddivisa in 12 episodi da 15 minuti, mentre in America è composta da 8 episodi da 22 minuti.
| Nº USA | N° ITA | Titolo italiano                         | Titolo originale                | Prima TV USA    | Prima TV Italia   |
| ------ | ------ | --------------------------------------- | ------------------------------- | --------------- | ----------------- |
| 1      | 1      | Conosciamo Fragolina - prima parte      | Meet Strawberry Shortcake       | 11 marzo 2003   | 30 settembre 2006 |
| 1-2    | 2      | Conosciamo Fragolina - seconda parte    | Meet Strawberry Shortcake       | 11 marzo 2003   | 7 ottobre 2006    |
| 2      | 3      | Conosciamo Fragolina - terza parte      | Meet Strawberry Shortcake       | 11 marzo 2003   | 14 ottobre 2006   |
| 3      | 4      | Buon Natale Fragolina - prima parte     | Berry, Merry Christmas          | 14 ottobre 2003 | 21 ottobre 2006   |
| 3-4    | 5      | Buon Natale Fragolina - seconda parte   | Berry, Merry Christmas          | 14 ottobre 2003 | 28 ottobre 2006   |
| 4      | 6      | Buon Natale Fragolina - terza parte     | Berry, Merry Christmas          | 14 ottobre 2003 | 4 novembre 2006   |
| 5      | 7      | Primavera per Fragolina - prima parte   | Spring for Strawberry Shortcake | 11 marzo 2003   | 11 novembre 2006  |
| 5-6    | 8      | Primavera per Fragolina - seconda parte | Spring for Strawberry Shortcake | 11 marzo 2003   | 18 novembre 2006  |
| 6      | 9      | Primavera per Fragolina - terza parte   | Spring for Strawberry Shortcake | 11 marzo 2003   | 25 novembre 2006  |
| 7      | 10     | I racconti di Fragolina - prima parte   | Get Well Adventure              | 14 ottobre 2003 | 2 dicembre 2006   |
| 7-8    | 11     | I racconti di Fragolina - seconda parte | Get Well Adventure              | 14 ottobre 2003 | 9 dicembre 2006   |
| 8      | 12     | I racconti di Fragolina - terza parte   | Get Well Adventure              | 14 ottobre 2003 | 16 dicembre 2006  |

#### Seconda stagione (2004-2005)
Questa stagione è composta da 12 episodi da 20 minuti ciascuno. Vengono trasmessi in Italia come suddivisi in due parti
| Nº | Titolo italiano                  | Titolo originale                       | Prima TV USA     | Prima TV Italia                    |
| -- | -------------------------------- | -------------------------------------- | ---------------- | ---------------------------------- |
| 13 | Arriva Biscotto                  | Here Comes Pupcake                     | 31 agosto 2004   | 23 dicembre 2006/ 30 dicembre 2006 |
| 14 | L'imbroglio di Fior di Menta     | Peppermint's Pet Peeve                 | 31 agosto 2004   | 6 gennaio 2007/ 13 gennaio 2007    |
| 15 | Un cavallo di colore diverso     | Horse of a Different Color             | 31 agosto 2004   | 20 gennaio 2006/ 27 gennaio 2006   |
| 16 | Il festival delle puledre        | Festival of the Fillies                | 31 agosto 2004   | 3 febbraio 2007/ 10 febbraio 2007  |
| 17 | Atleti si diventa                | Angel Cake in the Outfield             | 15 febbraio 2005 | 17 febbraio 2007/ 24 febbraio 2007 |
| 18 | L'importante è partecipare       | Win Some, Lose Some                    | 15 febbraio 2005 | 3 marzo 2007/ 10 marzo 2007        |
| 19 | Il mistero delle bacche rubate   | The Mystery of Seaberry Shore          | 15 febbraio 2005 | 17 marzo 2007/ 24 marzo 2007       |
| 20 | La leggenda del tesoro scomparso | Legend of the Lost Treasure            | 15 febbraio 2005 | 31 marzo 2007/ 7 aprile 2007       |
| 21 | Zenzerella e la paura del buio   | Ginger Snap's No-Light Night of Fright | 30 agosto 2005   | 14 aprile 2007/ 21 aprile 2007     |
| 22 | Una nuova amica                  | The Blueberry Beast                    | 30 agosto 2005   | 28 aprile 2007/ 12 maggio 2007     |
| 23 | Diversità                        | The Play's the Thing                   | 18 ottobre 2005  | 19 maggio 2007/ 26 maggio 2007     |
| 24 | Festa in maschera                | The Costume Party                      | 18 ottobre 2005  | 2 giugno 2007/ 9 giugno 2007       |

#### Terza stagione (2006-2007)
| Nº | Titolo italiano                                         | Titolo originale                           | Prima TV USA     | Prima TV Italia                    |
| -- | ------------------------------------------------------- | ------------------------------------------ | ---------------- | ---------------------------------- |
| 25 | Un mondo di amici/ Alla ricerca di Biscotto e Delice    | The Friendship Club                        | 7 febbraio 2006  | 23 febbraio 2008/ 24 febbraio 2008 |
| 26 | Il festival dell'amicizia/ La torta dell'amicizia       | A Festival of Friends                      | 7 febbraio 2006  | 1 marzo 2008/ 2 marzo 2008         |
| 27 | La fatina delle fragole/ Veri amici!                    | When the Berry Fairy Came to Stay          | 22 agosto 2006   | 8 marzo 2008/ 9 marzo 2008         |
| 28 | La leggenda di Impacciatina/ L'inondazione              | The Legend of Sherry the Bobbleberry Fairy | 22 agosto 2006   | 15 marzo 2008/ 16 marzo 2008       |
| 29 | Cucinare che divertimento!/ Il sogno di Melina          | Baby Takes the Cake                        | 14 novembre 2006 | 22 marzo 2008/ 23 marzo 2008       |
| 30 | Lo spettacolo culinario/ Lo spettacolo deve continuare! | Piece of Cake                              | 14 novembre 2006 | 6 aprile 2008/ 13 aprile 2008      |
| 31 | Il festival dei fiori di bosco/ Buone maniere           | Mind Your Manners                          | 1º maggio 2007   | 19 aprile 2008/ 20 aprile 2008     |
| 32 | Il concorso/ Regina dei fiori di bosco                  | Queen For A Day                            | 1º maggio 2007   | 26 aprile 2008/ 27 aprile 2008     |
| 33 | Si balla!/ La scuola di ballo                           | Everybody Dance                            | 2 ottobre 2007   | 8 marzo 2008/ 9 marzo 2008         |
| 34 | Una nuova amica/ Danzando sul ghiaccio                  | Let's Dance                                | 2 ottobre 2007   | 17 maggio 2008/ 18 maggio 2008     |

#### Quarta stagione (2008)
Tutti i personaggi umani comparsi nelle prime due stagioni, ad eccezione di Focaccina cambiano completamente il loro look. Tutti gli altri personaggi rimangono uguali eccetto Fior di Loto che sfoggia una nuova pettinatura. Inoltre dall'episodio 41 al 48 è stato cambiato radicalmente l'intero cast di doppiatori.
| Nº | Titolo italiano                                                         | Titolo originale                  | Prima TV USA      | Prima TV Italia                      |
| -- | ----------------------------------------------------------------------- | --------------------------------- | ----------------- | ------------------------------------ |
| 35 | Fragolina e la sua band/Tutti insieme!                                  | It Takes Talent                   | 7 gennaio 2008    | 24 maggio 2008/ 25 maggio 2008       |
| 36 | Ci vuole pratica!/Continua a provare!                                   | Playing To Beat The Band          | 8 gennaio 2008    | 31 maggio 2008/ 1 giugno 2008        |
| 37 | Il grande viaggio fragoloso/ Una dolce sorpresa                         | Strawberry's Big Journey          | 14 marzo 2008     | 7 giugno 2008/ 8 giugno 2008         |
| 38 | Il giro del mondo in 80 giorni/ Per mari e per monti                    | Around the Berry Big World        | 30 aprile 2008    | 14 giugno 2008/ 15 giugno 2008       |
| 39 | Cosa sogni di essere da grande/ Fragolina nello spazio                  | One Small Step                    | 1º maggio 2008    | 21 giugno 2008/ 22 giugno 2008       |
| 40 | Tutti al lavoro!/ Uniti si vince!                                       | The Good Mayor                    | 2 maggio 2008     | 28 giugno 2008/ 29 giugno 2008       |
| 41 | Tutti al ranch!/ L'importante è partecipare                             | Back In The Saddle                | 4 marzo 2008      | 5 luglio 2008/ 6 luglio 2008         |
| 42 | Salviamo la fattoria/ La fiera di paese                                 | Down On The Farm                  | 4 marzo 2008      | 12 luglio 2008/ 13 luglio 2008       |
| 43 | La strada dei mattoni fragolosi/ Tutti insieme dal mago                 | Toto's Tale                       | 6 settembre 2008  | 27 luglio 2008/ 2 agosto 2008        |
| 44 | Fragolgemme in pericolo!/ La terra di Oz                                | Where The Gem Berries Glow        | 7 settembre 2008  | 9 agosto 2008/ 16 agosto 2008        |
| 45 | L'incantesimo di fata Morellina/ E vissero per sempre felici e contenti | Sleeping Beauty                   | 8 settembre 2008  | 23 agosto 2008/ 30 agosto 2008       |
| 46 | La principessa Rap Amiche del cuore                                     | A Rappin' Princess Named Rapunzel | 9 settembre 2008  | 6 settembre 2008/ 13 settembre 2008  |
| 47 | Berrywood arriviamo!/ La lezione di Limelight                           | Hooray For Berrywood!             | 10 settembre 2008 | 20 settembre 2008/ 27 settembre 2008 |
| 48 | L'importanza dell'amicizia/ Il lieto fine                               | Lights... Camera...               | 11 settembre 2008 | 11 ottobre 2008/ 25 ottobre 2008     |

### Seconda serie

#### Prima stagione
Vengono introdotti animali antropomorfi parlanti, mentre Pasticcina diventa un gatto normale.
| Nº | Titolo italiano                    | Titolo originale                       | Prima TV USA     |
| -- | ---------------------------------- | -------------------------------------- | ---------------- |
| 1  | Il pesciolino di Arancina          | Fish Out of Water                      | 10 ottobre 2010  |
| 2  | Gli Elfi della moda                | A Stitch in Time                       | 12 ottobre 2010  |
| 3  | Violette che scompaiono            | Vanishing Violets                      | 13 ottobre 2010  |
| 4  | Una giornata da Babysitter         | Babysitter Blues                       | 14 ottobre 2010  |
| 5  | Tutto per un'amica                 | Hair Today Gone Tomorrow               | 15 ottobre 2010  |
| 6  | Popcorn Party                      | Pop Goes the Garden                    | 18 ottobre 2010  |
| 7  | Fragolina postina                  | The Berry Best You Can Bee             | 19 ottobre 2010  |
| 8  | Un'ospitalità perfetta             | Strawberry's House Pest                | 20 ottobre 2010  |
| 9  | Il record del mondo di Berry Bitty | Berry Bitty World Record               | 21 ottobre 2010  |
| 10 | Ci sono regole e regole            | Too Cool For Rules                     | 22 ottobre 2010  |
| 11 | La principessa primavera           | Berry Best Berry Fest Princess         | 25 ottobre 2010  |
| 12 | La parata di primavera             | Strawberry's Berry Big Parade          | 26 ottobre 2010  |
| 13 | Non è mai facile decidere          | The Berry Best Choice                  | 27 ottobre 2010  |
| 14 | Cosa si nasconde nel buio?         | Nothing to Fear But Berries Themselves | 28 ottobre 2010  |
| 15 | I misteri di Berry Bitty City      | Where, Oh Where Has My Blueberry Gone? | 29 ottobre 2010  |
| 16 | Un evento molto speciale           | Manners Meltdown                       | 1º novembre 2010 |
| 17 | Uno scambio di taglie              | Trading Sizes                          | 2 novembre 2010  |
| 18 | Ad ognuno il suo ballo             | Different Waltz for Different Faults   | 3 novembre 2010  |
| 19 | Felice primo gelo                  | Happy First Frost                      | 4 novembre 2010  |
| 20 | Una cerchia di amici               | A Circle of Friends                    | 5 novembre 2010  |
| 21 | Due ospiti inattesi                | Glimmer Berry Ball                     | 8 novembre 2010  |
| 22 | Una manicure speciale              | Nice as Nails                          | 9 novembre 2010  |
| 23 | Uno spazio in comune               | How You Play the Game                  | 10 novembre 2010 |
| 24 | Il club dei cittadini modello      | Good Citizens Club                     | 11 novembre 2010 |
| 25 | Una squadra per due                | Team For Two                           | 12 novembre 2010 |
| 26 | L'avventura nel bosco              | Lost and Found                         | 15 novembre 2010 |

#### Seconda stagione
Il personaggio di Mr. Longface viene completamente rimosso, resta solo il suo croquet club. Al suo posto viene introdotta la pop-star Ciliegina. A partire dall'episodio 31 la doppiatrice storica di Arancina viene cambiata.
| Nº | Titolo italiano                       | Titolo originale             | Prima TV USA     |
| -- | ------------------------------------- | ---------------------------- | ---------------- |
| 27 | Tutto sotto controllo!                | The Berry Big Harvest        | 5 novembre 2011  |
| 28 | La camera dei sogni                   | Room At the Top              | 12 novembre 2011 |
| 29 | La celebrità                          | Starlight, Star bright       | 19 novembre 2011 |
| 30 | L'esibizione                          | Practice Makes Perfect       | 26 novembre 2011 |
| 31 | Talent show                           | Top Talent                   | 3 dicembre 2011  |
| 32 | Non è tutto oro quello che luccica    | A Star is Fashioned          | 10 dicembre 2011 |
| 33 | Il concorso                           | No Blueberry is an Island    | 28 gennaio 2012  |
| 34 | Un piccolo paradiso a portata di mano | Where The Berry Breeze Blows | 4 febbraio 2012  |
| 35 | Le vacanze migliori                   | The Berry Best Vacation      | 18 febbraio 2012 |
| 36 | La storia di Focaccina al Mirtillo    | The Berry Long Winter        | 3 marzo 2012     |
| 37 | Il grande gelo                        | The Big Freeze               | 10 marzo 2012    |
| 38 | L'inverno è tornato                   | On Ice                       | 17 marzo 2012    |
| 39 | In viaggio                            | On The Road                  | 24 marzo 2012    |

#### Terza stagione
| Nº | Titolo originale                         | Prima TV USA     | Prima TV Italia |
| -- | ---------------------------------------- | ---------------- | --------------- |
| 40 | A Boy and His Dogs                       | 23 febbraio 2013 | inedito         |
| 41 | Partners in Crime                        | 23 febbraio 2013 | inedito         |
| 42 | The Mystery of the Disappearing Dog show | 2 marzo 2013     | inedito         |
| 43 | Snowberry and the Seven Berrykins        | 9 marzo 2013     | inedito         |
| 44 | Berryella and Prince Charming            | 16 marzo 2013    | inedito         |
| 45 | The Littlest Berrykin                    | 23 marzo 2013    | inedito         |
| 46 | The Berry Big Relay Race                 | 30 marzo 2013    | inedito         |
| 47 | The Berry Best Treasure                  | 6 aprile 2013    | inedito         |
| 48 | The Berry Scary Fun Adventure            | 13 aprile 2013   | inedito         |
| 49 | The Berry Lucky Day                      | 20 aprile 2013   | inedito         |
| 50 | All Dogs Allowed                         | 27 aprile 2013   | inedito         |
| 51 | A Basket of Blue Berries                 | 4 maggio 2013    | inedito         |
| 52 | The Berry Biggest, Berry Baddest Bakeoff | 11 maggio 2013   | inedito         |

## Film
Nel 2006 è stato realizzato il primo film intitolato Fragolina Dolcecuore - La terra dei sogni - Il film (Strawberry Shortcake: The Sweet Dreams Movie).
Nel 2009 è stato realizzato il secondo film intitolato The Strawberry Shortcake Movie: Sky's The Limit ancora inedito in Italia.

## Special
Dal 1980 al 1985 vennero prodotti, con cadenza annuale, 6 special della durata di 22 minuti ciascuno finalizzati alla vendita dei giocattoli.
1. The World of Strawberry Shortcake
2. Strawberry Shortcake in Big Apple City
3. Strawberry Shortcake: Pets on Parade
4. Strawberry Shortcake: Housewarming Surprise
5. Strawberry Shortcake and the Baby Without a Name
6. Strawberry Shortcake Meets the Berrykins

Nel 1983 in Italia vennero trasmessi sulle reti Rai i primi tre special riuniti in un unico film intitolato Nina Fragolina. Gli ultimi tre special, prodotti dallo studio Nelvana, sono ancora inediti.